# Kostas (serie televisiva)
Kostas è una serie televisiva italiana tratta dai romanzi dello scrittore armeno-greco Petros Markarīs aventi per protagonista il commissario di polizia Kostas Charitos.
Prodotta da Palomar e Rai Fiction, la serie viene trasmessa in prima visione su Rai 1 dal 12 settembre 2024. La distribuzione internazionale è a cura di Rai Com.

## Trama
Kostas Charitos, capo della omicidi di Atene, dopo il ritrovamento di alcuni resti sulla spiaggia, viene chiamato a indagare dapprima sulla morte di due albanesi e poi su quella della giornalista Ghianna Karaghiorghi.

## Episodi
| Stagione       | Episodi | Prima TV |
| -------------- | ------- | -------- |
| Prima stagione | 8       | 2024     |

## Personaggi e interpreti

### Personaggi principali
- Kostas Charitos, interpretato da Stefano Fresi.
È il capo della omicidi di Atene.
- Adriana Charitos, interpretata da Francesca Inaudi.
È la moglie di Kostas.
- Caterina Charitos, interpretata da Blu Yoshimi.
È la figlia di Kostas e Adriana e studia legge.
- Petros, interpretato da Marco Palvetti.
È un agente della omicidi che lavora con Kostas.
- Klio, interpretata da Maria Chiara Centorami.
È la segretaria di Ghikas.
- Markidis, interpretato da Jerry Mastrodomenico.
È il medico legale.
- Sotiropolos, interpretato da Denis Fasolo.
È un giornalista che aiuta Kostas nelle sue indagini.
- Nikos, interpretato da Giulio Tropea.
È il nuovo arrivato alla omicidi.
- Panos, interpretato da Daniele La Leggia.
È il fidanzato di Caterina.
- Phanis, interpretato da Michele Rosiello.
È un giovane medico che salva la vita a Kostas e che inizia a frequentare sua figlia.
- Ghikas, interpretato da Luigi Di Fiore.
È il superiore di Kostas.

### Personaggi secondari
- Responsabile casa di cura, interpretata da Emanuela Fresi.
- Lambros Zisis, interpretato da Massimo Mesciulam.
È un ex militante comunista che durante la dittatura finì in carcere dove strinse amicizia con Stefanos Charitos, padre di Kostas; diventa ora un suo prezioso confidente.
- Melina, interpretato da Elena Di Cioccio.
È il capo di Adriana.
- Ghianna Karaghiorghi, interpretata da Beatrice Schiros.
È una giornalista che viene uccisa prima che possa rendere pubblico un suo scoop su un grosso traffico di bambini.
- Nasos Thanasis, interpretato da David Sebasti.
È uno degli agenti della squadra di Kostas nonché vecchia fiamma di Ghianna.
- Sotiris Kolagoglu, interpretato da Pietro Nakos.
È il primo sospettato dell'uccisione di Ghianna.
- Anna, interpretata da Nina Pons.
È la nipote di Ghianna.
- Mina Donakaki, interpretata da Clotilde Sabatino.
È la sorella di Ghianna.
- Dimos Sovatzis, interpretato da Corrado Solari.
È un vecchio funzionario del Partito Comunista greco nonché padre dell'educatrice complice del traffico di bambini.
- Heleni Dourou, interpretata da Roberta Procida.
È l'educatrice che verrà incolpata del traffico di bambini con l'Albania.
- Konstantinos Koustas, interpretata da Hristos Glykos.
È un ricco imprenditore con diversi interessi.
- Makis Koustas, interpretato da Lorenzo Adorni.
È il figlio dell'imprenditore Koustas.
- Nadia Lucic, interpretata da Stéphanie Capetanides.
È la moglie di Koustas.
- Zenos Moraitis, interpretato da Yorgos Karamihos.
- Ioannis Papagheorghiu, interpretato da Fabio Fulco.
È il ministro dell'interno.
- Niki Koustas, interpretata da Caterina Biasiol.
È la figlia di Koustas.
- Alexandros Mandas, interpretato da Cisky Capizzi.
È il buttafuori della discoteca di Koustas.
- Stephanos Charitos da giovane, interpretato da Daniel Dwerryhouse.
È il padre di Kostas.
- Stellas, interpretato da Samuele Sbrighi.
È il capo dell’antiterrorismo che viene chiamato a sostituire Kostas.
- Lukas Stefanakos, interpretato da Pino Calabrese.
È un politico di sinistra che si suicida durante un’intervista.
- Iason Favieros, interpretato da Federico Pacifici.
È un imprenditore che si suicida in diretta televisiva.
- Dzamanis, interpretato da Paolo Lorimer.
È il socio di Favieros.
- Komi, interpretata da Daniela Moundrouvali.
È una giornalista.
- Makris, interpretato da Arrigo Benedetti.
È un ispettore con il quale si confronta Kostas.
- Koralia Iannelli, interpretata da Daniela Scarlatti.
È la direttrice della banca di Favieros.
- Capo cantiere Favieros, interpretato da Diego Carli.
- Kariophilis, interpretato da Angelo Tanzi.
È il notaio che ha curato le vendite dell'agenzia riconducibile a Favieros.
- Demis, interpretato da Francesco Grifoni.
È uno dei terroristi dell'organizzazione "Filippo il macedone".
- Apostolos Vakirtzis, interpretato da Leonidas Tsourmas.
È un conoscente di Stefanakos e Favieros.
- Compagna di Vakirtzis, interpretata da Clementina Aliberti Peluso.

## Produzione
La prima stagione si basa sui primi tre romanzi: Ultime della notte, Difesa a zona e Si è suicidato il Che. Le riprese sono state realizzate interamente ad Atene, rispettando l'ambientazione originale della serie letteraria.